# Marszałkowska 76 Office Center w Warszawie
Marszałkowska 76 Office Center (M76) – budynek biurowy znajdujący się w Warszawie przy ul. Marszałkowskiej 76, ukończony w 2002. 

## Opis
Budynek został zaprojektowany przez Waldemara Szczerbę. Biurowiec uzupełnił brakujący fragment wschodniej pierzei ulicy Marszałkowskiej i północnej pierzei ulicy Hożej na działce o powierzchni 614 m². Elewacje o regularnych kształtach wykonano z naturalnego kamienia (piaskowca i granitu) w kompozycji z oknami w ramach z drewna mahoniowego oraz fragmentem przeszklonej ściany strukturalnej.
M76 wraz z Centrum Królewska były jedynymi biurowcami w śródmieściu, które oddane zostały w 2002.
W biurowcu swoje studio nagrań ma poranny magazyn Dzień dobry TVN.